# یواس‌اس لارامی (ای‌او-۱۶)
یواس‌اس لارامی (ای‌او-۱۶) (به انگلیسی: USS Laramie (AO-16)) یک کشتی بود که طول آن ۴۴۶ فوت (۱۳۶ متر) بود. این کشتی در سال ۱۹۱۹ ساخته شد.